# Esercito ellenistico

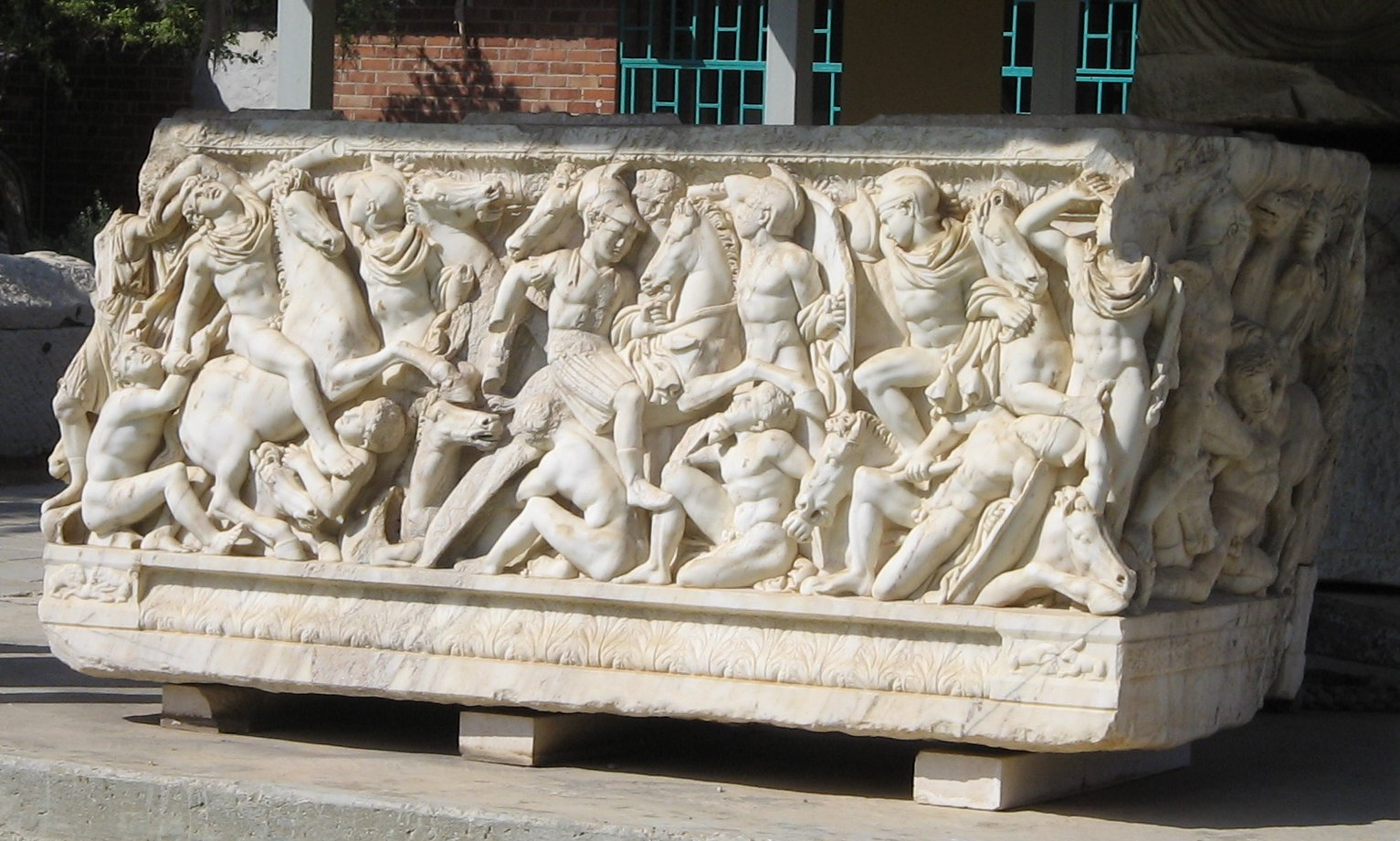
Sarcofago ellenistico raffigurante una mischia di soldati.

Il termine esercito ellenistico serve ad indicare le armate di uno dei Regni ellenistici emersi dalla dissoluzione dell'impero di Alessandro Magno.
Alla morte di Alessandro III di Macedonia, i suoi generali si spartirono le terre componenti l'impero che avevano contribuito a creare e le governarono proclamandosi Diadochi ("successori") del macedone. L'assestamento dei neo-nati regni ellenistici fu un processo complesso, realizzato a prezzo di numerosi conflitti, le Guerre dei Diadochi. Durante questi scontri, gli eserciti dei diadochi, basati sul modello dell'esercito macedone creato da Filippo II di Macedonia e sviluppato da Alessandro, andarono incontro a sostanziali evoluzioni. Queste evoluzioni maturarono pienamente solo con l'affermarsi degli Epigoni, le dinastie create dai discendenti dei diadochi. Mentre ovunque nel vecchio impero gli eserciti crescevano in numeri e peso senza formare adeguatamente le truppe, ad occidente i regni ellenistici continuavano a combattersi, esaurendo le loro forze a vantaggio del crescente potere di Roma, ad oriente i sovrani ellenistici ricorsero in modo sempre più diversificato a truppe mercenarie.

## Principali guerre
- Guerre dei Diadochi
- Guerra contro Antioco III e lega etolica
- Guerre macedoniche

## Principali battaglie
- Battaglia di Ipso
- Battaglia di Sellasia
- Battaglia di Rafah
- Battaglia di Mantinea (207 a.C.)
- Battaglia di Cinocefale
- Battaglia di Magnesia
- Battaglia di Pidna

### Fonti
- Livio, Ab Urbe condita
- Polibio, Storie
- Diodoro Siculo, Bibliotheca historica
- Plutarco, Vite parallele (vite di Pirro, Tito Quinzio Flaminino, Cleomene III di Sparta e Lucio Emilio Paolo)

### Studi
- Anglim, Simon et al. (2003), Fighting Techniques of the Ancient World (3000 B.C. to 500 A.D.): Equipment, Combat Skills, and Tactics, Thomas Dunne Books.
- Bar-Kochva, B. (1976), The Seleucid Army: Organisation and Tactics in the Great Campaigns, Cambridge University Press.
- Bar-Kochva, B. (1989), Judas Maccabaeus: The Jewish Struggle against the Seleucids, Cambridge University Press.
- Chaniotis, Angelos (2006), War in the Hellenistic World.
- Cary, M. (1978), A History of the Greek World 323 to 146 BC.
- Connolly, Peter (2006), Greece and Rome at War, 2. ed., Greenhill Books.
- Errington, R. Malcom (2008), A History of the Hellenistic World 323-30 BC.
- Hammond, N.G.L (1965), The Opening Campaigns and the Battle of the Aoi Stena in the Second Macedonian War, JRS, Vol.56, p. 39-54.
- Hammond, N.G.L (1984), The Battle of Pydna, JHS, Vol.104, p. 31-47.
- Hammond, N.G.L (1988), The Campaign and the Battle of Cynoscephale in 197 BC, JHS, Vol.108, p. 60-82.
- Hammond, N.G.L & Walbank, F.W. (1988), A History of Macedonia: Volume III, 336-167 BC.
- Hammond, N.G.L (1989), The Macedonian State.
- Hansen, Esther V. (1971), The Attalids of Pergamon, Ithaca-Londra, 1971.
- Head, Duncan (1982), Armies of the Macedonian and Punic Wars 359 BC to 146 BC.
- Heckel, Waldemar & Jones, Ryan (2006), Macedonian Warrior.
- Morgan, J.D. (1981), Sellasia Revisited, AJA, Vol.85, No.3, p. 328-330.
- Penrose, Jane (2005), Rome and her Enemies: An Empire created and destroyed by War.
- Sabin, Philip, Hansvan Wees e Michael Whitby [a cura di] (2007), The Cambridge History of Greek and Roman Warfare: Volume 1, Greece, The Hellenistic World and the Rise of Rome, Cambridge University Press.
- Sekunda, Nick (1995), Seleucid and Ptolemaic Reformed Armies 168-145 BC (2) The Ptolemaic Army.
- Sekunda, Nick (2001), Hellenistic Infantry Reform in the 160's BC.
- Tarn, W.W. (1913), Antigonos Gonatas.
- Tarn, W.W. (1930), Hellenistic Military and Naval Developments.
- Tarn, W.W. (1980), The Greeks in Bactria and India.
- Walbank, F.W. (1940), Philip V of Macedon.
- Walbank, F.W. (1967), A Historical Commentary on Polybius, v. III.
- Warry, John Gibson (1995), Warfare in the Classical World: An Illustrated Encyclopedia of Weapons, University of Oklahoma Press.
- Webber, Christopher (2001), The Thracians 700 BC-AD 46.
- Wilkes, John (1995), The Illyrians, Blackwell Publishers, ISBN 0-631-19807-5.